# Zhang Mengxue
Zhang Mengxue (张梦雪S, Zhāng MèngxuěP; Jinan, 6 febbraio 1991) è una tiratrice a segno cinese.

## Carriera
Ha partecipato alla pistola 10 metri aria compressa nelle Olimpiadi di Rio de Janeiro 2016, dove ha conquistato la medaglia d'oro.

## Palmarès
- Olimpiadi

Rio de Janeiro 2016: oro nella pistola 10 metri aria compressa.